# Olga Bach
Olga Helen Bach (* 1990 in Berlin) ist eine deutsche Schriftstellerin.

## Leben
Olga Bach studierte von 2010 bis 2014 Philosophie und Deutsche Philologie an der FU Berlin und der Universität Istanbul mit einem Bachelor-Abschluss. Darauf folgte ein Studium der Rechtswissenschaft an der HU Berlin, das sie 2020 mit dem ersten juristischen Staatsexamen abschloss. Seither ist sie als Rechtsreferendarin am Berliner Kammergericht tätig.
Für den Regisseur Ersan Mondtag schrieb sie in ihrer Studienzeit mehrere Theaterstücke. 2023 debütierte sie mit dem Roman Kinder der Stadt.

## Auszeichnungen
- 2017: Nominierung für den Mülheimer Dramatikerpreis[1]
- 2017: Wahl zur „Nachwuchsautorin des Jahres“ des Magazins Theater heute[2]

## Werke

### Prosa
- Kinder der Stadt. Roman. Kiepenheuer & Witsch, Köln 2023, ISBN 978-3-462-00317-8.

### Theaterstücke
- Die Vernichtung, UA: Bern 2016
- Das Erbe, UA: München 2017
- Die Frauen vom Meer, UA: Berlin 2018
- Kaspar Hauser und Söhne, UA: Basel 2018
- Doktor Alici, UA: München 2019
- Joy of Life (mit Eva-Maria Bertschy und Diawara Bandiougou), UA: Berlin 2021
- Im Ferienlager, UA: Stuttgart 2025